# Pine Peak Entertainment
Pine Peak Entertainment is een Belgisch filmproductiemaatschappij. Het bedrijf werd in 2015 opgericht door Kurt De Meuter, Stefaan Borremans en Steven Sterk.

## Geschiedenis
Kurt De Meuter en Stefaan Borremans zijn politieagenten uit Grimbergen. De Meuter had zijn eerste ervaringen in de filmwereld als figurant in onder meer de Vlaamse televisiereeks Familie en de Belgische film De Premier. Hun eerste gezamenlijk project onder eigen regie was de kortfilm The View, wat hun motiveerde om meer filmprojecten zelf te willen schrijven, produceren en regisseren. In 2015 startten ze het productiehuis Pine Peak Entertainment op, samen met hun vriend Steven Sterk. Datzelfde jaar bracht het productiehuis hun eerste kortfilm Zestien uit.
In 2016 draaide Pine Peak Entertainment een promofilm voor het rekruteringscampagne van de lokale politiezone Grimbergen, met heel wat actie op het terrein in beeld van onder meer interventies, het bestuur en de wijkagent. Een helikopter van de federale politie werd gebruikt als attribuut. Voor een twintigtal lokale burgers en politieagenten die meespeelden, was het hun filmprimeur. Van 30 filmuren werd een 3 minuten durende kortfilm gemaakt die op 1 augustus 2016 in première ging in het cultureel centrum CC Strombeek. Daarna werd de film geregeld getoond op jobbeurzen en in politiescholen.
In 2017 bracht Pine Peak Entertainment hun eerst kortfilm in het horror genre uit, genaamd Het bos door de bomen. Het is een verhaal van twee collega’s die samen liften van aan hun werk naar de Ardennen voor een tweedaagse trektocht. Paranoia slaat toe bij hun in het bos waar een bizarre sfeer heerst. Het bos door de bomen werd gefilmd in januari 2017 in de Belgische Ardennen. De draaidagen bleken een technische uitdaging door 's nachts in het bos te filmen onder vriestemperaturen met een onervaren crew.
Op 21 september 2019 vond de première plaats van hun 35 minuten durende kortfilm STRMBK in het cultureel centrum CC Strombeek. Het is een verhaal van hangjongeren in de gemeente Strombeek. Pine Peak Entertainment werkte samen met lokale jongeren, de Grimbergse politie, buurtwerkers en verschillende sponsors. Acteurs Sien Eggers en Tom Waes speelden een bijrol. Praktisch elk jongere die deel uitmaakte van de film droeg een verleden van jeugdcriminaliteit met zich mee, de ene al wat zwaarder dan de andere. Het maatschappelijk streefdoel van STRMBK was hun verhaal met jeugd te delen om niet het verkeerde pad te bewandelen. Aan de hand van de film werd een lespakket ontwikkeld waarmee klassen aan de slag kunnen rond thema’s als groepsdruk, druggebruik en moeilijke thuissituaties. Ook aspirant-politieagenten krijgen de film te zien in hun opleiding met het doel onnodige frustraties in de omgang tussen politie en jongeren in de toekomst te vermijden.
Op vraag van het Cultuurcentrum Strombeek en met steun van het Vlaams Audiovisueel Fonds bracht Pine Peak Entertainment in hun volgend project, een documentaire, de oudere populatie van Strombeek in beeld. Door de Coronapandemie werden de opnames noodgedwongen uitgesteld tot 2022. De documentaire Trekvogels is een driedelige serie over drie buurtbewoners die hun thuisland Argentinië, Brazilië en Italië hadden verruild met Strombeek in België. De miniserie vertelt wat het betekent om nieuw leven op te bouwen in een nieuwe omgeving. De producenten wouden met Trekvogels allochtone en autochtone buren anders naar elkaar doen kijken om de maatschappelijke samenhorigheid te vergroten.

## Filmografie
- Zestien (2015) - kortfilm
- Het bos door de bomen (2017) - kortfilm (horror)
- De vogelaar (2018) - kortfilm (horror)
- STRMBK (2019) - kortfilm (drama)
- Trekvogels (2022) - documentaire